# Jesse Ventura
Jesse Ventura (nascido James George Janos; Minneapolis, 15 de julho de 1951), também conhecido como "The Body", "The Star", e "The Governing Body", é um político, ator e apresentador de televisão americano, atualmente trabalhando no programa Conspiracy Theory.
Jesse ficou melhor conhecido por se tornar wrestler e lutar na WWF. Ventura foi eleito em 1998 governador do estado de Minnesota, pelo Partido Reformista, do qual se desvincularia em 2000. Ocupou o cargo até 2003.
No cinema atuou em vários filmes, entre eles "O Predador" e "O Sobrevivente", ambos de 1987 e com Arnold Schwarzenegger no papel principal.